# Monocillium loricatum
Monocillium loricatum är en svampart som beskrevs av W. Gams 1971. Monocillium loricatum ingår i släktet Monocillium och familjen Niessliaceae.   Inga underarter finns listade i Catalogue of Life.